# Шехре-Бабек
Шехре-Бабек (перс. شهربابک‎) — город в южной части Ирана, в остане Керман. Административный центр шахрестана Шехре-Бабек. Расположен к юго-западу от города Рефсенджан. В 36 км от города находится одна из 4 самых древних деревень Ирана, Майманд.

## Население
Население по данным на 2012 год составляет 53 013 человек; по данным переписи 2006 года оно насчитывало 43 916 человек.
| 1986   | 1991   | 1996   | 2006   | 2012   |
| ------ | ------ | ------ | ------ | ------ |
| 20 063 | 23 980 | 31 604 | 43 916 | 53 013 |